# Mikołaj z Dinkelsbühl
Mikołaj z Dinkelsbühl (Nikolaus von Dinkelsbühl) (ur. ok. 1360 w Dinkelsbühl, zm. 17 marca 1433 w Mariazell w Styrii) – austriacki ksiądz rzymskokatolicki, mówca kościelny i teolog.

## Życiorys
Studiował na Uniwersytecie Wiedeńskim, gdzie wymieniany jest jako bakałarz wydziału nauk w 1385. Po uzyskaniu tytułu magistra w 1390 wykładał filozofię, matematykę i fizykę do 1397 oraz od 1402 do 1405. Od 1397 był dziekanem wydziału. Badał teologię prowadząc wykłady z przedmiotów teologicznych do 1402, najpierw jako cursor biblicus a później na podstawie Sentencji Piotra Lombarda. W 1405 został bakałarzem teologii, w 1408 licencjatem, a w 1409 doktorem i członkiem wydziału teologicznego. Był rektorem uniwersytetu w latach 1405-1406 i odrzucił zaszczyt ponownego wyboru w 1409. Od 1405 był również kanonikiem katedry wiedeńskiej św. Stefana. Przypuszczenie kilku wczesnych autorów, że był augustianinem jest błędne, ponieważ będąc rektorem uniwersytetu nie mógł być członkiem jakiegokolwiek zakonu.
Jako nauczyciel i mówca kościelny Mikołaj posiadał wielką rzutkość i był często wybierany na przedstawiciela zarówno uniwersytetu jak i rządzącego księcia. Reprezentował księcia Albrechta V na soborze w Konstancji (1414-1418) oraz Uniwersytet Wiedeński w procesie Thiema dziekana katedry w Pasawie.
Gdy cesarz Zygmunt przybył do Konstancji, Mikołaj wygłosił przemówienie o położeniu kresu schizmie ("Sermo de unione Ecclesiae in Concilium Constantiense," II, 7, Frankfurt, 1697, 182-7). Brał udział w wyborze Marcina V i wygłosił przemówienie do nowego papieża. Razem z Janem patriarchą Konstantynopola, został oskarżony w trakcie przesłuchania świadków w procesie przeciw Hieronimowi z Pragi.
Powróciwszy do Wiednia w 1418 ponownie podjął obowiązki nauczania na uniwersytecie, a w 1423 kierował kampanią teologiczną jako reprezentant kanclerza. Książę Albrecht V wybrał go na swego spowiednika w 1425 i pragnął uczynić biskupem Passau, lecz Mikołaj odrzucił to mianowanie. Podczas przygotowań do soboru w Bazylei zasiadł w komisji od sporządzenia propozycji reform, które miały być zaprezentowane na soborze. Wkrótce potem jego imię nie występuje w zapiskach uniwersytetu. 

## Publikacje
Jego opublikowane prace obejmują "Postilla cum sermonibus evangeliorum dominicalium" (Strasburg, 1496) oraz zbiór "Kazań" i traktatów (Strasburg, 1516).
Wśród licznych nieopublikowanych prac, można wymienić komentarze do Psalmów, Izajasza, Ewangelii według Mateusza, niektórych listów apostoła Pawła, "Wypowiedzi" Piotra Lombarda i "Questiones Sententiarum"; komentarz do "Fizyki" Arystotelesa, liczne kazania, wykłady oraz traktaty moralne i ascetyczne.